# Rick Rickert
Rick Lewis Joseph Rickert (Duluth, 11 febbraio 1983) è un ex cestista statunitense, professionista nella D-League, in Europa, Asia e Oceania.

## Carriera
È stato selezionato dai Minnesota Timberwolves al secondo giro del Draft NBA 2003 (55ª scelta assoluta).

## Palmarès
- McDonald's All-American Game (2001)